# Michail Lesin
Michail Jurjevič Lesin (rusky Михаил Юрьевич Лесин, 11. července 1958, Moskva – 5. listopadu 2015, Washington, USA) byl ruský politik a v letech 2004 až 2009 mediální poradce prezidenta Putina.
Působil také jako ministr ruské vlády a poté do roku 2014 jako šéf společnosti Gazprom-media. Zemřel po úderu tupým předmětem do hlavy v pronajatém bytě ve Washingtonu.
RFE/RL s odvoláním na Freedom of Information Act získalo záznamy o Lesinově pitvě a dalo je k dispozici veřejnosti. Řada forenzních patologů vyjádřila pochybnosti o původních oficiálních závěrech, zejména s ohledem na pitevní nález zlomeniny jazylky. Ta je charakteristická pro škrcení nebo oběšení. Lesin byl po napadení v kómatu a zemřel po několika hodinách na otok mozku.